# Helmut Haller
Helmut Haller (21. července 1939 Augsburg – 11. října 2012 Augsburg) byl německý fotbalista, záložník.

## Fotbalová kariéra
V německém mistrovství hrál za FC Augsburg. V italské Serii A hrál za Bologna FC a Juventus FC. Italský titul získal v roce 1964 s Bolognou a v letech 1972 a 1973 s Juventusem Turín. V bundeslize nastoupil v 85 utkáních a dal 27 gólů, v italské Serii A nastoupil ve 295 utkáních a dal 69 gólů. V Poháru mistrů evropských zemí nastoupil v 10 utkáních a dal 1 gól a v Pohár UEFA nastoupil v 37 utkáních a dal 12 gólů. Za reprezentaci Německa nastoupil v letech 1958–1970 ve 33 utkáních a dal 13 gólů. Byl členem reprezentace Německa na Mistrovství světa ve fotbale 1962, stříbrné reprezentace Německa na Mistrovství světa ve fotbale 1966 a bronzové reprezentace Německa na Mistrovství světa ve fotbale 1970, nastoupil celkem v 9 utkáních a dal 6 gólů.

## Ligová bilance
| Ročník                                  | Zápasy | Góly | Klub                |
| --------------------------------------- | ------ | ---- | ------------------- |
| Oberliga Süd 1957/58                    | 30     | 6    | FC Augsburg         |
| Oberliga Süd 1958/59                    | 29     | 9    | FC Augsburg         |
| II. Division Süd 1959/60                | -      | -    | FC Augsburg         |
| II. Division Süd 1960/61                | -      | -    | FC Augsburg         |
| Oberliga Süd 1961/62                    | 26     | 10   | FC Augsburg         |
| Serie A 1962/63                         | 19     | 0    | Bologna FC          |
| Serie A 1963/64                         | 34     | 7    | Bologna FC          |
| Serie A 1964/65                         | 30     | 11   | Bologna FC          |
| Serie A 1965/66                         | 31     | 12   | Bologna FC          |
| Serie A 1966/67                         | 29     | 9    | Bologna FC          |
| Serie A 1967/68                         | 21     | 1    | Bologna FC          |
| Serie A 1968/69                         | 25     | 6    | Juventus FC         |
| Serie A 1969/70                         | 27     | 3    | Juventus FC         |
| Serie A 1970/71                         | 23     | 5    | Juventus FC         |
| Serie A 1971/72                         | 23     | 5    | Juventus FC         |
| Serie A 1972/73                         | 18     | 2    | Juventus FC         |
| 2. německá fotbalová Bundesliga 1973/74 | 32     | 10   | FC Augsburg         |
| 2. německá fotbalová Bundesliga 1974/75 | 29     | 11   | FC Augsburg         |
| 2. německá fotbalová Bundesliga 1975/76 | 16     | 2    | FC Augsburg         |
| 2. německá fotbalová Bundesliga 1976/77 | 2      | 0    | FC Augsburg         |
| 2. německá fotbalová Bundesliga 1976/77 | 2      | 0    | BSV 07 Schwenningen |
| 2. německá fotbalová Bundesliga 1978/79 | 15     | 1    | FC Augsburg         |
| CELKEM 1. liga                          | 304    | 37   |                     |